# Rogeria blanda
Rogeria blanda är en myrart som först beskrevs av Smith 1858.  Rogeria blanda ingår i släktet Rogeria och familjen myror. Inga underarter finns listade i Catalogue of Life.